# Ojasoo
Ojasoo är en by i Estland. Den ligger i Kõue kommun och i landskapet Harjumaa, i den centrala delen av landet, 40 km sydost om huvudstaden Tallinn. Ojasoo ligger 74 meter över havet och antalet invånare är 103.
Terrängen runt Ojasoo är mycket platt. Runt Ojasoo är det mycket glesbefolkat, med 5 invånare per kvadratkilometer. Närmaste större samhälle är Habaja, 2,7 km söder om Ojasoo. I omgivningarna runt Ojasoo växer i huvudsak blandskog.